# 프로빈스타운 플레이어스

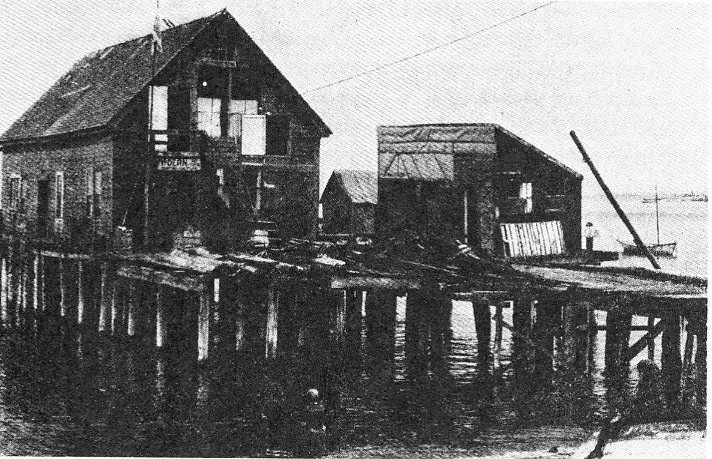
Lewis Wharf. 프로빈스타운 플레이어스의 최초의 집. (1915년)

프로빈스타운 플레이어즈(Provincetown Players)는 20세기 초의 극작가들과 배우 및 연출가들이 모여 구성한 미국의 아마추어 극단이다.
1916년 여름 북부 프로빈스타운에서 처음 시작하여 뉴욕의 아랫마을인 그리니치 빌리지에 있는 마차간을 개수(改修)하여 극장과 비슷한 것을 만들어 옮긴 후, 이곳을 근거지로 하여 미국의 극작가, 특히 유진 오닐의 작품을 계속 상연하여 큰 공적을 남긴 것이 바로 프로빈스타운 플레이어즈이다. 여기에서 히트한 작품은 보다 큰 극장으로 옮겨져서, <느릅나무 아래의 욕망>과 같이 브로드웨이의 한복판에서 공연되고, 몇 년 동안 장기흥행을 계속한 실적을 보인 것들은 미국 연극 그 자체의 성격을 바꾸어 놓는 역할을 했다고도 할 수 있다.